# Barreiro
La città Barreiro (bɐ'ʁɐiɾu) è un comune portoghese di 78 359 abitanti situato nel distretto di Setúbal.

## Società

### Evoluzione demografica
| Popolazione di Barreiro (1801 – 2021) | Popolazione di Barreiro (1801 – 2021) | Popolazione di Barreiro (1801 – 2021) | Popolazione di Barreiro (1801 – 2021) | Popolazione di Barreiro (1801 – 2021) | Popolazione di Barreiro (1801 – 2021) | Popolazione di Barreiro (1801 – 2021) | Popolazione di Barreiro (1801 – 2021) | Popolazione di Barreiro (1801 – 2021) | Popolazione di Barreiro (1801 – 2021) |
| ------------------------------------- | ------------------------------------- | ------------------------------------- | ------------------------------------- | ------------------------------------- | ------------------------------------- | ------------------------------------- | ------------------------------------- | ------------------------------------- | ------------------------------------- |
| 1801                                  | 1849                                  | 1900                                  | 1930                                  | 1960                                  | 1981                                  | 1991                                  | 2001                                  | 2011                                  | 2021                                  |
| 2 425                                 | 3 384                                 | 7 738                                 | 21 030                                | 35 088                                | 88 052                                | 85 768                                | 79 012                                | 78 764                                | 78 359                                |

## Geografia antropica

### Freguesias

Le freguesias di Barreiro in seguito alla riforma amministrativa del 2013.

- Alto do Seixalinho, Santo André e Verderena
- Barreiro e Lavradio
- Palhais e Coina
- Santo António da Charneca

## Amministrazione

### Gemellaggi
- Łódź